# Národní park Akagera
Akagera je národní park nacházející se ve Východní provincii Rwandy při hranici s Tanzanií. Byl založen za belgické nadvlády v roce 1934 a pojmenován podle řeky Kagera, má rozlohu 1122 km².
Park je tvořen třemi bioregiony: podél řeky se rozkládá zhruba 15 km široký nížinný pás s četnými jezery (největší je Ihema o rozloze 90 km²) a bažinami porostlými šáchorem papírodárným, následuje volná zvlněná savana a nakonec horský hřbet vysoký až 1825 metrů s převládajícími akáciovými lesy. Žije zde například hroch obojživelný, buvol africký, antilopa losí, buvolec modrý, sitatunga, zebra Burchellova, žirafa masajská a okolo 480 druhů ptáků (jeřáb královský, marabu africký, orel jasnohlasý). Populárním maskotem parku je slon Mutware.
Akagera výrazně utrpěla za občanské války, kdy bylo vybito množství zvířat včetně kompletní místní populace lva východoafrického. Po válce bylo území parku zmenšeno z původních 2500 km² na současnou rozlohu, aby se získala půda pro vracející se válečné uprchlíky. Po stabilizaci poměrů v zemi vláda přikročila za pomoci neziskové organizace African Parks k rozsáhlým investicím do parku: byl postaven plot chránící jeho hranice a v Jihoafrické republice byli zakoupeni lvi a nosorožci, aby bylo možno lákat turisty na kompletní Velkou pětku.

## Externí odkazy

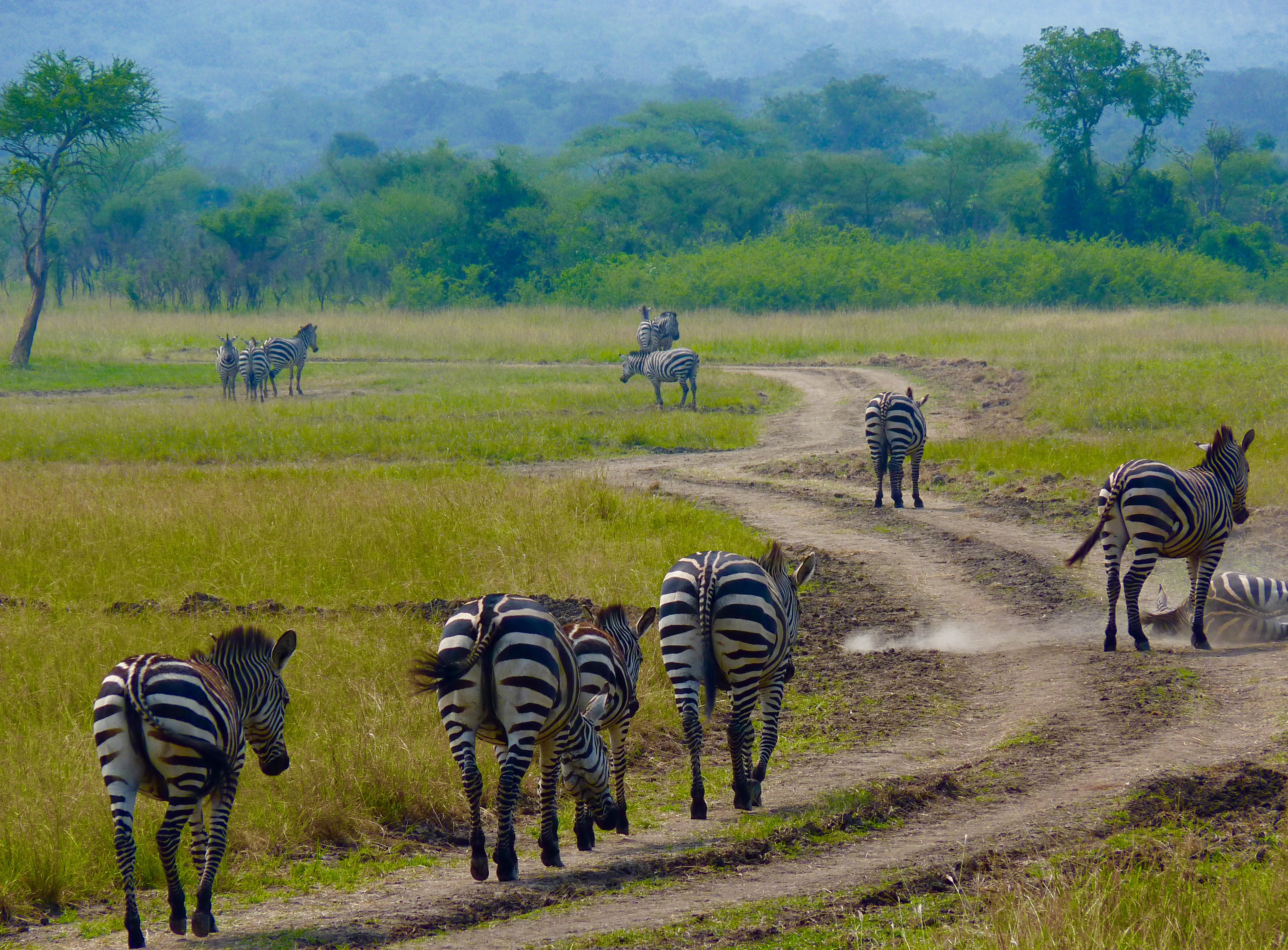
Národní park Akagera